# 무선중학교
무선중학교(舞仙中學校)는 대한민국 전라남도 여수시 화장동에 있는 공립 중학교이다.

## 학교 연혁
- 2000년 1월 11일 : 무선중학교 명칭 부여
- 2000년 3월 1일 : 무선중학교로 개교
- 2000년 3월 1일 : 초대 정용인 교장 부임
- 2000년 3월 1일 : 총학생수 265명, 학급수 7반
- 2000년 3월 21일 : 개교식
- 2003년 2월 14일 : 제1회 254명 졸업(총 254명 졸업)
- 2025년 1월 9일 : 제23회 100명 졸업(총 6,270명 졸업)
- 2025년 3월 1일 : 제12대 오창균 교장 부임

## 참고 자료
- 무선중학교 - 한국교육학술정보원 학교알리미